# هری داوسون (بازیکن فوتبال)
هری داوسون (انگلیسی: Harry Dawson؛ زادهٔ q1 1886) بازیکن فوتبال اهل بریتانیا است.
از باشگاه‌هایی که در آن بازی کرده‌است می‌توان به باشگاه فوتبال وستهام یونایتد، باشگاه فوتبال گیلینگام، باشگاه فوتبال اورتون، و باشگاه فوتبال بلکپول اشاره کرد.